# Delpsjoch
Le Delpsjoch est une montagne qui s’élève à 1 945 m d’altitude dans les Karwendel, en Autriche.